# 클리어 (프로게이머)
클리어(본명: 송현민, 2002년 12월 19일 ~ )는 대한민국의 리그 오브 레전드 프로게이머로 포지션은 탑 라이너이다. 아이디는 Clear이며 현재 BNK FearX 소속이다.

## 선수 생활
2021시즌을 앞두고 DRX의 2군팀으로 콜업되면서 프로 커리어를 시작했다.
2023 서머시즌을 앞두고 리브 샌드박스에 입단했다.
2024시즌을 앞두고 리브 샌드박스와 재계약을 체결했다.

## 소속팀
| # | 팀명          | 소속 기간               | 소속 리그 | 비고 |
| - | ------------- | ----------------------- | --------- | ---- |
| 1 | DRX           | 2021.01.07 ~ 2023.05.22 | LCK       |      |
| 2 | 리브 샌드박스 | 2023.06.04 ~            | LCK       |      |

## 수상 내역
- LCK 아카데미 시리즈 2020 11월 대회 준우승
- 2022 LCK 챌린저스 리그 스프링 올 CL 팀 탑 부문
- 2023 LCK 챌린저스 리그 스프링 올 CL 팀 탑 부문
- 2023 LCK 챌린저스 리그 스프링 준우승